# هیروکی ناکامورا
هیروکی ناکامورا (ژاپنی: 中村 宏紀؛ زادهٔ ۷ آوریل ۱۹۷۴) یک بازیکن فوتبال اهل ژاپن است.
از باشگاه‌هایی که در آن بازی کرده‌است می‌توان به باشگاه فوتبال جف یونایتد چیبا اشاره کرد.